# George Lakoff
George Lakoff (24 de maio de 1941) é um linguista e cientista cognitivo estadunidense. É professor da Universidade da Califórnia em Berkeley. Foi um dos desenvolvedores da linguística gerativa nos anos 1960 e um dos fundadores da linguística cognitiva nos anos 1970.

## Cronologia
Entre 1965 e 1969 pertenceu ao corpo docente na Universidade de Harvard. Entre 1969 e 1971 foi docente da Universidade de Michigan. Durante 1971 e 1972, trabalhou no Center for Advanced Study in the Behavioral Sciences em Stanford. Desde 1972 é professor da Universidade da California, Berkeley.
Foi casado com a linguista Robin Lakoff.

## Teoria e investigações
Como linguista cognitivo, Lakoff pesquisou a natureza dos sistemas conceituais humanos, em temas como os conceitos de tempo, espaço, causalidade, emoções, moral, política etc., através da teoria sobre o pensamento metafórico que desenvolveu com Mark Johnson, no livro Metaphors We Live By (em português, Metáforas da Vida Cotidiana). A ideia central da teoria é de que as metáforas, mais além de representar um aspecto formal da linguagem, nos permitem estruturar conceitos a partir de outros conceitos mais básicos e concretos. A forma pela qual desenvolvemos este processo depende da experiência direta do mundo, que é proporcionada por nosso corpo. Assim, estruturamos o conceito de tempo, mais abstrato, em função de nossa experiência espacial; por isso nos referimos ao futuro como algo que está adiante de nós e ao passado como algo que ficou para trás.
Outra linha de investigação importante, também desenvolvida por Lakoff em conjunto com Johnson, lançou a ideia de uma filosofia encarnada ou corporificada. Lakoff e Johnson propõem, no livro Philosophy in the Flesh, the embodied mind and its challenge to Western Thought, que nossas metáforas mais fundamentais estão diretamente ligadas às nossas percepções do mundo, a começar pela relação com nosso próprio corpo. Ou seja, a mente e o corpo não são independentes, como preconiza a tradição metafísica do mundo ocidental, consagrada pelo cartesianismo. O começo de toda a atividade cognitiva seria a experiência humana de lidar com o mundo externo.
A partir destes conceitos, George Lakoff procurou aplicar os métodos e resultados da Linguística e Semântica Cognitivas a problemas das ciências sociais e da política, assim como à filosofia e à epistemologia. Partindo da concepção de um pensamento estruturado com base em metáforas, chegou a estudar, em colaboração con Rafael Núñez, no livro Where Mathematics Comes From: How the Embodied Mind Brings Mathematics Into Being, a conformação de um pensamento aparentemente tão distante do domínio metafórico como o da matemática.
Lakoff fez também incursões no campo das neurociências, em cooperação com Jerome Feldman, com quem estudou os modelos biológicos conexionistas que determinam a aprendizagem de sistemas conceituais e suas representações neuronais.